# Guilmar Centella
Guilmar Centella Bazán (Santa Cruz de la Sierra, 26 marzo 2005) è un calciatore boliviano, centrocampista del Blooming.

## Carriera

### Club
È cresciuto nel settore giovanile del Blooming, con cui ha debuttato il 15 febbraio 2023 nell'incontro di coppa di lega perso 2-1 contro il Vaca Díez. Il 25 giugno seguente ha esordito anche in Primera División contro l'Always Ready.

### Nazionale
Nel 2025 ha giocato 4 partite nel campionato sudamericano Under-20.

## Statistiche

### Presenze e reti nei club
Statistiche aggiornate al 23 gennaio 2025.
| Stagione        | Squadra         | Campionato      | Campionato | Campionato | Coppe nazionali | Coppe nazionali | Coppe nazionali | Coppe continentali | Coppe continentali | Coppe continentali | Altre coppe | Altre coppe | Altre coppe | Totale | Totale | Totale |
| Stagione        | Squadra         | Comp            | Pres       | Reti       | Comp            | Pres            | Reti            | Comp               | Pres               | Reti               | Comp        | Pres        | Reti        | Pres   | Reti   |        |
| --------------- | --------------- | --------------- | ---------- | ---------- | --------------- | --------------- | --------------- | ------------------ | ------------------ | ------------------ | ----------- | ----------- | ----------- | ------ | ------ | ------ |
| 2023            | Blooming        | PD              | 11         | 0          | CdL             | 5               | 0               | CS                 | 0                  | 0                  | -           | -           | -           | 16     | 0      |        |
| 2024            | Blooming        | PD              | 17         | 0          | CdL             | 0               | 0               | -                  | -                  | -                  | -           | -           | -           | 17     | 0      |        |
| Totale carriera | Totale carriera | Totale carriera | 28         | 0          |                 | 5               | 0               |                    | 0                  | 0                  |             | -           | -           | 33     | 0      |        |